# Áurea Carolina

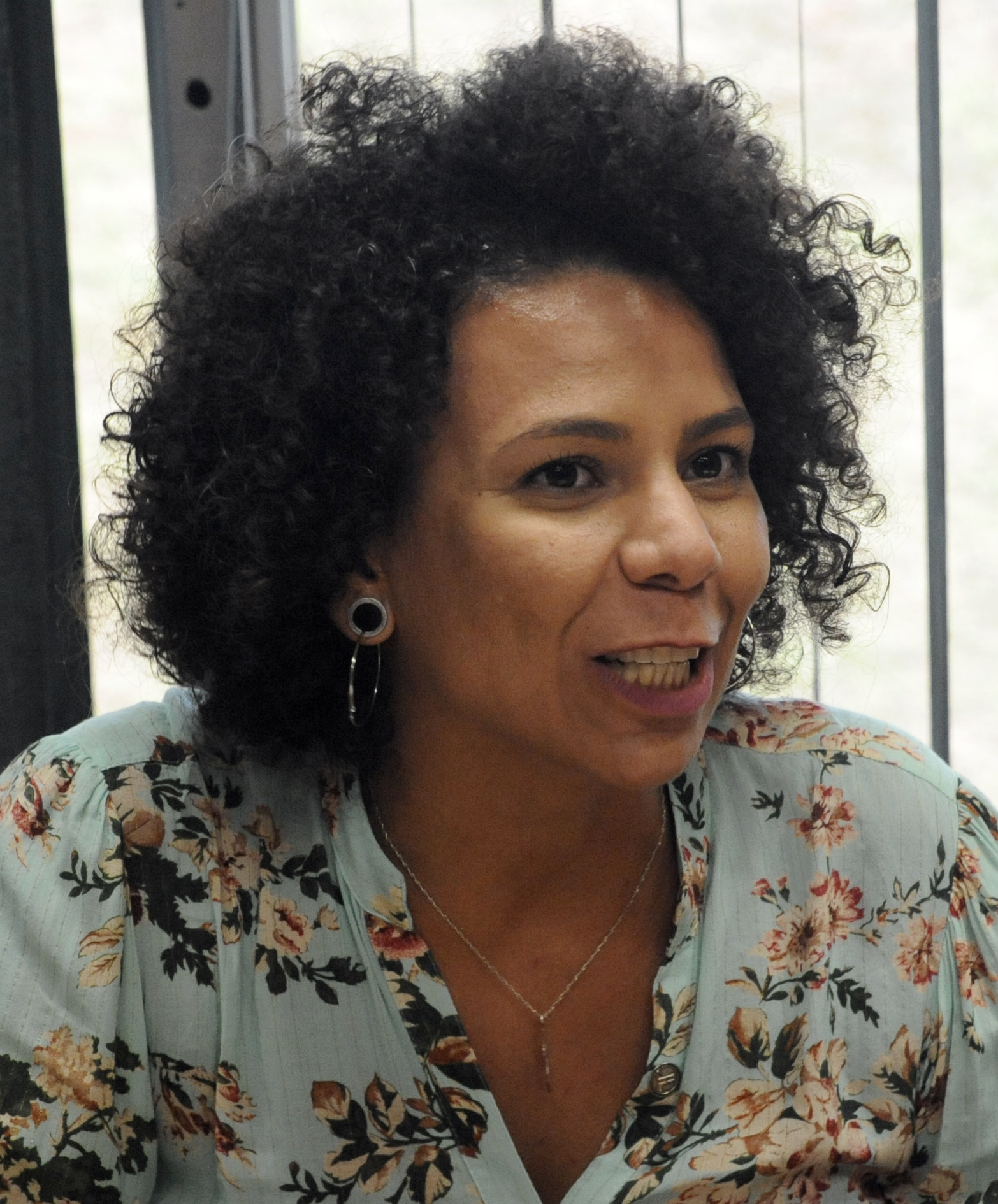
Áurea Carolina (März 2019)

Áurea Carolina de Freitas e Silva (bekannt unter den beiden Vornamen Áurea Carolina; * 20. November 1983 in Tucuruí, Pará) ist eine brasilianische Politikerin und seit 1. Februar 2019 Bundesabgeordnete für Minas Gerais in der Abgeordnetenkammer des Nationalkongresses. Sie ist Mitglied des Partido Socialismo e Liberdade (PSOL).
Die Afrobrasilianerin engagiert sich für die Einbeziehung von Frauen, Jugendlichen und der schwarzen Bevölkerung und setzt sich für die LGBT-Bewegung ein, politisch ist sie Marxistin.

## Leben
Áurea Carolina wurde im Bundesstaat Pará geboren, studierte und begann ihre politische Laufbahn jedoch im Bundesstaat Minas Gerais. Sie graduierte an der Universidade Federal de Minas Gerais (UFMG) in Belo Horizonte im Fach Sozialwissenschaften, spezialisierte sich auf Gender- und Gleichstellungsfragen an der Autonomen Universität Barcelona und, wieder zurück in Minas Gerais, erhielt ihren Magister in Politikwissenschaft an der dortigen Bundesuniversität.
2016 ist sie in den Partido Socialismo e Liberdade eingetreten und kandidierte bei den Kommunalwahlen in Brasilien 2016 als Stadträtin der Millionenstadt Belo Horizonte. Sie erhielt mit 17.420 gültiger Stimmen die höchste Stimmenzahl.
Mit ihrer Amtskollegin Cida Falabella, ebenfalls dem PSOL angehörend, praktizierte sie ein gemeinsames Mandat, so arbeiteten sie auch im gleichen Raum, der Versuch wurde als Gabinetona bekannt.
Bereits bei den Wahlen in Brasilien 2018 kandidierte sie für einen Bundesabgeordnetenposten, nachdem sie am 9. November 2018 das Stadtratsamt niedergelegt hatte. Sie errang mit der fünftgrößten Stimmenzahl von 162.740 gültiger Stimmen den ersten Sieg für die PSOL bei einer Bundesabgeordnetenwahl.
Im März 2019 wurde sie in die Liste der „Most Influencial People of African Descent“ unter die 100 einflussreichsten jungen Afrobrasilianer in Politik und Regierung aufgenommen.